# 土田杏村

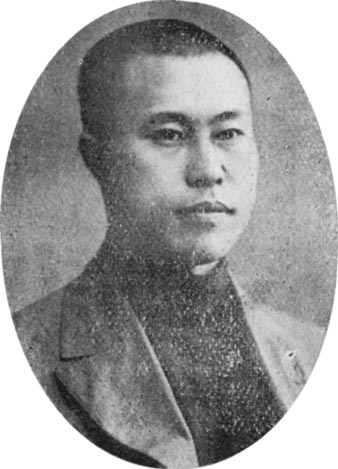
土田杏村

土田 杏村（つちだ きょうそん、1891年（明治24年）1月15日 - 1934年（昭和9年）4月25日）は、日本の哲学者・評論家。大正・昭和を通じて活動した。画家の土田麦僊は兄。

## 経歴
新潟県佐渡郡（現：佐渡市）の生まれ。本名は茂（つとむ）。1918年7月京都帝国大学文科大学哲学専攻卒業。西田幾多郎に哲学を学ぶ。雑誌「文化」を発刊。社会問題や思想・文化・宗教など多方面にわたって、鋭い主張の論文や著述が多くある。
大正時代を代表する自由主義の評論家で、大正教養主義者の一人。哲学・教育学・経済学・文学など幅広い領域で批評活動を行った。大正自由教育運動の影響を受けて長野県や新潟県で自由大学運動を起こしたりしたが、昭和に入ると国家主義の傾向を強め、上代文学の研究をした。
1929年の自著『生産経済学より信用経済学へ』で、国民的配分という形で以下のようにベーシックインカムを提唱している。「遺産の相続者こそは、共同社会の成員である。共同社会の個々成員は、相互的に依存して居り、個々成員は全体の共通文化遺産の共同相続者である。（中略）共同社会の増加した真信用からは、共同社会の成員たるものはすべて何人といへども分け前を受け取らなければならない。国民的配分の根拠は、此点に横はつてゐる。国民的配分は其の受取人が仕事をするとしないとに関係なく、また其人の財政的状態の如何に関係なく、分配せられなければならない。此れにより我々が直ちに解決することの出来るものは、失業の救済である。」
口語自由律短歌の提唱者の一人でもあり、心理学の理論を導入した「二段構成」という独自の短歌理論を構築した。短歌定型の放棄とプロレタリア文学化を主張するきわめて急進的な議論で北原白秋らと論争を繰り広げ、昭和初期には「新短歌」の中心人物となった。

## 著書
- 『思想・人物・時代』千倉書房 1932年12月25日
- 『思想讀本』日本評論社 1933年4月20日
- 文化主義原論
- マルキシズム批判
- 文学論

などがある。主なものは、『土田杏村全集』全15巻（恒藤恭編、第一書房、1935-1936年）に収録されている。

## 電子テキスト
- 土田杏村「ラッセル氏の恋愛観 - ウェイバックマシン（2004年12月29日アーカイブ分）」
- 土田 杏村：作家別作品リスト（青空文庫）